# Route nationale 148
Die Route nationale 148, kurz N 148 oder RN 148, war eine französische Nationalstraße.
Die Nationalstraße wurde 1824 zwischen Etagnac und Sainte-Hermine festgelegt. Sie geht dabei auf die Route impériale 168 zurück. Ihre Länge betrug 177 Kilometer. 1933 erfolgte die Verlängerung auf die Ile de Noirmoutier über die Passage du Gois. Dabei übernahm sie von der Nationalstraße 149bis den Abschnitt zwischen Bournezeau und La Roche-sur-Yon. Der Abschnitt von La Roche-sur-Yon bis Noirmoutier stammt dabei von dem Chemin de Grande Communication (Gc) 5 des Départements Vendée. 1973 erfolgte die Abstufung bis auf den Abschnitt zwischen Niort und Sainte-Hermine. Dieser wurde dann 2006 abgestuft.